# Преголя
Прего́ля (Преголь; прусск. Preigile, Preigara), прежде Прегель (нем. Pregel) — река в России, впадающая в Калининградский (Вислинский) залив Балтийского моря. Длина — 123 км, площадь водосборного бассейна — 15 500 км². 

## География

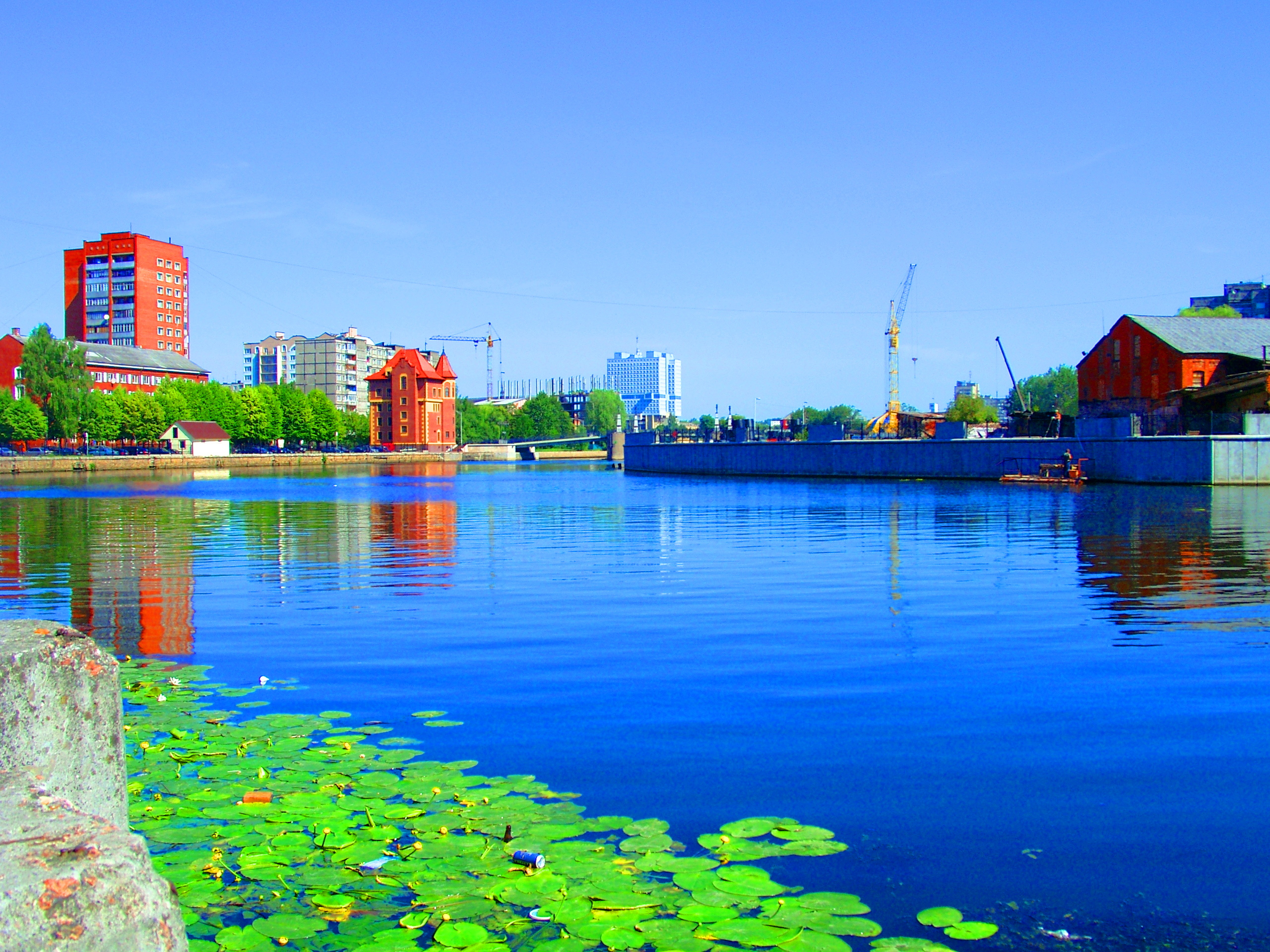
Река Преголя (2009). На заднем плане — Дом Советов в городе Калининграде.

Преголя является самой длинной рекой, полностью протекающей в границах Калининградской области. Преголя берёт начало от слияния Инструча и Анграпы, в районе города Черняховска. Ширина Преголи в Черняховске составляет 20 метров, в Калининграде — 80 метров. Глубина от 2—3 метров в верхнем течении и до 8—16 в нижнем. За Гвардейском, в районе посёлка Озерки, Преголя разделяется на два параллельных русла, Новая Преголя (северное русло) и Старая Преголя (южное русло). Во многих местах эти русла соединяются протоками, и таким образом образуется большое число островов. Последний остров перед устьем — Кнайпхоф (остров Канта) в Калининграде, за ним Старая и Новая Преголи соединяются в единое русло.
На Преголе (от истока к устью) расположены следующие города и посёлки городского типа: Черняховск, Знаменск, Гвардейск, Калининград.
Преголя соединена каналом с рекой Неман. Фактически рукавом Преголи является река Дейма, которая ответвляется от Преголи в Гвардейске и впадает в Куршский залив в Полесске.
Также в административный водохозяйственный район Преголи входит река Мамоновка с притоками, хотя физической связи между ними нет.

## Гидрография
Весеннее половодье (март—апрель), летне-осенняя межень. Среднегодовой расход воды — 90 м³/с. В пойме Преголи расположено несколько озёр-стариц, самые крупные из них — Воронье и Пустое в районе Озерков.
Шестьдесят процентов стока Преголи приходится на Калининградский залив, остальные сорок процентов через Дейму отводятся в Куршский залив.
Преголя — равнинная река, скорость течения варьируется от 0,5 м/с ниже Черняховска до 0,1 м/с в устье и в рукаве Деймы.
Питание реки смешанное, дождевая составляющая 40 %, снеговая — 35 %, грунтовая — 25 %. Во время половодья река разливается, затапливая пойму. Нагоны могут приводить к наводнениям, последние сильные наводнения случились 19 ноября 2004 года и 10 августа 2005 года. В прошлом случались катастрофические наводнения.

## Притоки
Основные притоки — Инструч и Анграпа, которые, сливаясь, образуют Преголю.
Следующим по значимости и длине левобережный приток Лава впадает в районе Знаменска на 72 км от истока Преголи. Также Преголя соединена с Куршским заливом рекой Деймой.
В Преголю впадают и другие малые реки, среди них от устья впадают:
- левобережные — Байдуковка на 43 км, Бобровая на 50 км, Гвардейская на 50 км, Большая на 83 км, Голубая на 102 км;
- правобережные — Лаковка на 4 км, Гурьевка на 18 км, Глубокая на 86 км, Гремячья на 109 км.

## Фауна
В Преголе и её притоках обитает примерно сорок разных видов рыб, в том числе: толстолобик, щука, плотва, окунь, ёрш, сом, сазан, лещ, густера, краснопёрка, жерех, уклея, верховка, чехонь, сиг, ряпушка, кумжа, сёмга, налим, корюшка, усач, гольян, подуст, форель, хариус, голец, бычок-подкаменщик, вьюн, судак.
Из-за загрязнения Преголи в действительности многие из этих рыб встречаются редко. Многие рыбы, идущие на нерестилища в среднем течении Преголи, гибнут в предустьевой части Преголи (в районе Калининграда), так как эта часть реки наиболее загрязнена бытовыми и промышленными отходами. Но в последнее время, в связи с закрытием целлюлозно-бумажного завода, поголовье рыбы заметно увеличилось.

## Судоходство

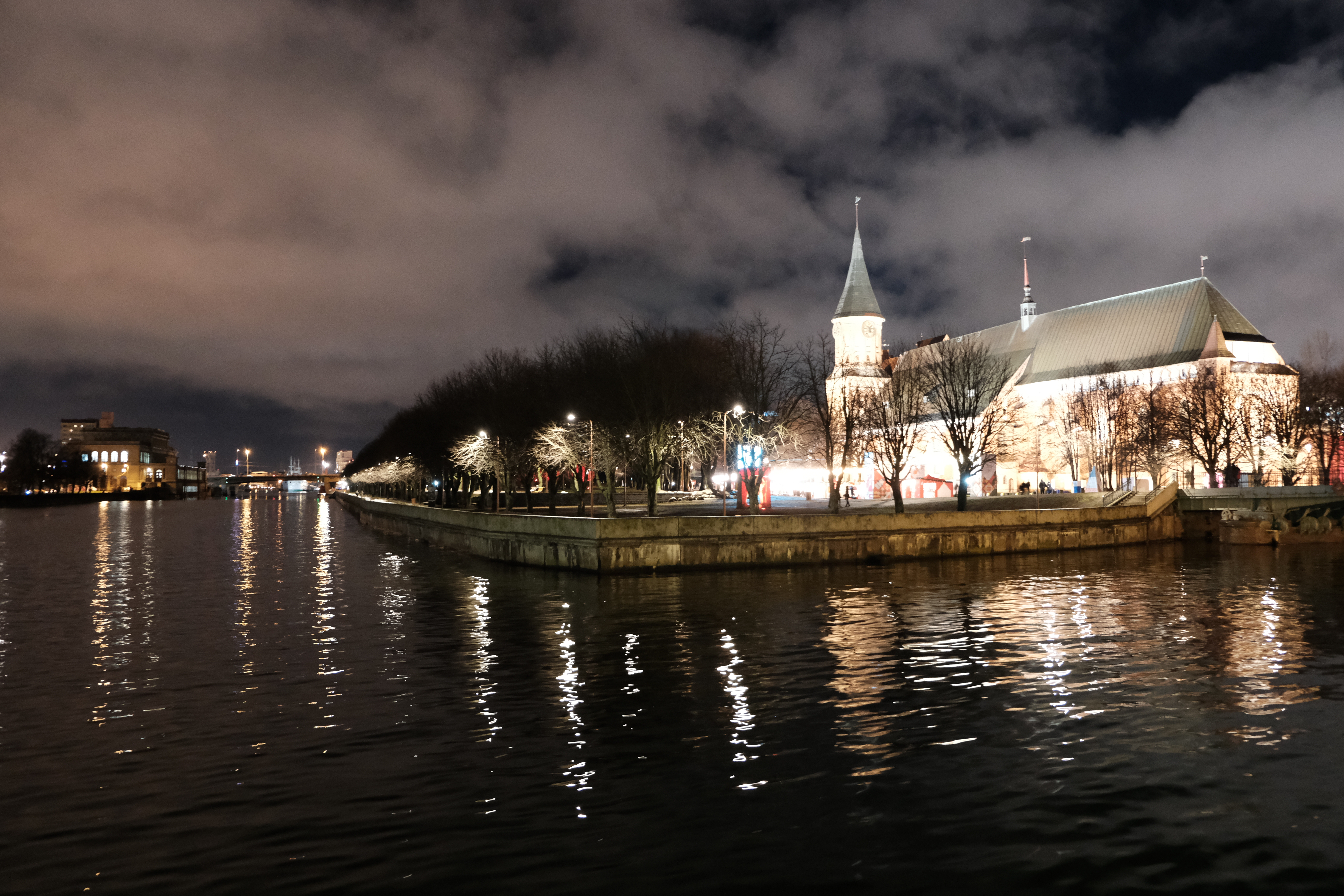
Река Преголя, остров Канта и Кафедральный собор зимним вечером

Преголя стала судоходной рекой благодаря дноуглубительным работам. В начале XX века устье Преголи соединили с Балтийским морем судоходным каналом.
До постройки железной дороги Калининград — Черняховск Преголя имела важное значение как транспортная артерия. Сейчас её значение в этом качестве сильно снизилось. Впрочем, коммерческое судоходство по Преголе сохраняется до сих пор.
Особенности движения и стоянки судов по судоходным путям Северо-западного речного бассейна устанавливают следующий порядок движения судов по реке Преголе:
- На реке Верхней Преголе (от г. Черняховска до п. Знаменск) движение одиночных судов и буксировка одного судна, а также на реке Таве (от истока до устья) движение судов длиной не более 20 м и грузоподъёмностью до 200 тонн разрешается только в светлое время суток.
- На реке Преголе (от г. Калининграда до п. Сокольники) толкаемые составы грузоподъёмностью свыше 600 тонн должны осуществлять расхождение со встречными судами (составами) на участках Ушаковского плёса, Вороньего — Северного колена, п. Прибрежный — Нижняя Развилка.
- Суда, следующие в Озерки, должны остановиться у входа в канал или в озере Пустом и пропустить суда, идущие по Озерковскому каналу. Суда, выходящие из канала, пропускают суда, следующие по реке Преголя.
- Стоянка судов (составов) в границах судового хода (вне рейдов) разрешается только в один корпус.
- Движение всех судов по рейду Калининградского речного порта осуществляется только с разрешения диспетчера.

Запрещается:
- обгон в обоих направлениях, а также движение вниз в тёмное время суток, за исключением судов спецназначения, на реке Матросовке от истока до п. Мостовое;
- обгон в обоих направлениях и расхождение судов на реке Шешупе на участке излучин «Восьмёрки»;
- расхождение, обгон и стоянка судов (составов) на реках Преголе и Дейме от Гвардейского шоссейного моста до нижней границы городского пляжа;
- расхождение и обгон составов на реке Н. Преголя на участке от одноярусного железнодорожного моста до моста № 1;
- обгон судов и составов в обоих направлениях на реке Верхней Преголе от п. Лунино до п. Новая Деревня;
- обгон судов (составов) на каналах Приморский, Полесский, Черняховский и Озерковский;
- буксировка плотов во время проводки судов в разводные пролёты Калининградских мостов;
- формирование составов и плотов на Калининградском рейде во время разводки мостов;
- стоянка судов (составов) на якорях в Озерковском, Приморском, Полесском, Черняховском каналах и на акватории карьера Лесное;
- стоянка шаланд и других плавучих средств у борта земснарядов, когда мимо проходят суда (составы), если ширина свободной части судового хода менее 20 м;
- движение судов и составов по р. Неман без получения разрешения в органах пограничных войск г. Черняховска по тел. 8-40141-321-31.

## Гидротехнические сооружения
С целью улучшения условий судоходства по Преголе в 1920-х годах была принята программа строительства гидротехнических сооружений, в рамках которой в период с 1921 по 1926 год было построено пять шлюзов и Инстенбургский канал.

### Шлюзы
Шлюзы были построены на наиболее сложном в навигационном отношении участке реки между Знаменском и Заовражным. Все шлюзы имеют стандартные размеры: 45 м в длину и 7,5 м в ширину. Рядом с каждым шлюзом находился дом смотрителя.
Список шлюзов:
- Шлюз № 1а в Знаменске
- Шлюз № 1 в Знаменске
- Шлюз № 2 в Талпаках
- Шлюз № 3 в Шлюзном
- Шлюз № 4 в Междуречье
- Шлюз № 5 в Заовражном
- Шлюз № 6 в Новой Деревне (устье канала Черняховский)

### Инстербургский канал
Инстербургский (Черняховский) судоходный канал начинается у шлюза рядом с Новой Деревней и идёт через центр города Черняховска до русла Анграпы. Длина канала — 4 км, ширина — 7 метров. Входит в «Перечень ВВП-2002г»

## Мосты
Мосты перечислены по течению реки.
| Мост                              | Строительство     | Длина и ширина | Полос для автомобилей | Железнодорожных путей | Трамвайных путей | Пролётов | Разводной                   | Примечания |
| --------------------------------- | ----------------- | -------------- | --------------------- | --------------------- | ---------------- | -------- | --------------------------- | --- |
| Мосты от истока до Талпаков       |                   |                |                       |                       |                  |          |                             | |
| Мост в Бережковском               | ?                 | ?              | 1                     | -                     | -                | 3        | Нет                         | До войны имел разводной средний пролёт. |
| Мост в Междуречье                 | ?, 2013 — 2016    | 130 × 10       | 2                     | -                     | -                | 3        | Нет                         | Мост довоенной постройки реконструирован и открыт в начале 2016 года. |
| Мосты на территории Талпаков      |                   |                |                       |                       |                  |          |                             | |
| Старый автомобильный мост         | ?                 | ?              | 2                     | -                     | -                | ?        | Нет?                        | Не используется. Частично разобран. |
| Эстакадный мост на трассе А229    | ?                 | ?              | 2                     | -                     | -                | ?        | Нет                         | |
| Мосты на территории Знаменска     |                   |                |                       |                       |                  |          |                             | |
| Эстакадный мост на дороге Р514    | 1880              | ?              | 2                     | -                     | -                | 7        | Нет                         | |
| Мосты на территории Гвардейска    |                   |                |                       |                       |                  |          |                             | |
| Автомобильный мост на дороге Р512 | ?                 | ?              | 2                     | -                     | -                | ?        | Нет                         | |
| Мосты на территории Калининграда  |                   |                |                       |                       |                  |          |                             | |
| Новый Берлинский мост             | 2012 — 2017       | 1780 ×         | 6                     | -                     | -                | 21       | Нет                         | Строительство западной эстакады (3 полосы) закончено в 2013 году. Построен вплотную к довоенному Пальмбургскому мосту. Ещё 3 полосы восточной эстакады строятся на быках довоенной части Пальмубгского моста с 2014 года. |
| Восточная эстакада                | 2016 — 2018       | ? x ?          | 4                     | -                     | -                | ?        | Нет                         | На данный момент построен мостовой переход через русло реки Новая Преголя в рамках проекта «Строительство эстакады «Восточная» от ул. Молодой Гвардии (через Московский проспект и ул. Емельянова) до ул. Муромская с мостами через реки Старая и Новая Преголя». В 2024 в рамках реализации третьего этапа планируется строительство продолжения моста через реку Старая Преголя до ул. Дзержинского. |
| Второй эстакадный мост            | 1985 — 2017       | 1883 × 31,5    | 6                     | -                     | -                | ?        | Нет                         | Через Старую и Новую Преголю. Техническое движение транспорта открыто в 2011 году. |
| «Высокий» мост                    | 2018              | ? × 28(?)      | 4                     | -                     | 2                | 3        | Однокрылый. Средний пролёт. | Через Старую Преголю. Старый однокрылый разводной мост 1938 года постройки демонтирован вместе с опорами и заменён новым в 2016 — 2018 годах. Кроме того со стороны острова под мостом появился пешеходный тоннель для соединения набережных. В этот же период с моста убраны трубы теплотрассы и пультовая для разводки моста, которые серьёзно влияли на внешний вид.                                |
| «Юбилейный» мост                  | 2005              | 70 × 6         | -                     | -                     | -                | 3        | Двукрылый. Средний пролёт.  | Через Старую Преголю. Пешеходный. Построен на опорах разрушенного во время войны Императорского моста 1905 года постройки |
| «Деревянный» мост                 | 1404, 1904        | ?              | 2                     | -                     | 2                | 3        | Двукрылый. Средний пролёт.  | Через Новую Преголю. Техническое состояние и проложенные во второй половине XX века коммуникации не позволяют разводить мост. В 2016 году предполагался снос и возведение нового, более широкого, разводного моста на старом месте к Чемпионату мира по футболу 2018 года, однако из-за недостатка финансирования был проведён лишь капитальный ремонт в 2017 — 2018 годах.                            |
| «Медовый» мост                    | 1542, 1879 — 1882 | ?              | 1                     | -                     | -                | 3        | Средний пролёт. Двукрылый.  | Через канал между Старой и Новой Преголей. Ремонт в 2018 году. |
| Эстакадный мост                   | 1972              | 546 × 28       | 4                     | -                     | 2                | ?        | Нет                         | Через Старую и Новую Преголю взамен двух самых старых из семи мостов Кёнигсберга: Лавочного и Зелёного. |
| Железнодорожный мост              | 1863 — 1884, 1924 | ?              | -                     | 1                     | -                | 3        | Средний пролёт.             | Разведён в 1995 году и законсервирован. В 2013 году была запланирована реконструкция моста в пешеходный и передача музею Мирового океана. |
| Двухъярусный мост                 | 1913 — 1926, 19?? | 200 × ?        | 2 (нижний ярус)       | 2 (верхний ярус)      | -                | 2        | Левый по течению пролёт     | Пешеходные дорожки на нижнем ярусе. Мост находится в аварийном состоянии. Пешеходная часть с восточной стороны была закрыта в 2016 — 2018 годах. В 2017—2018 годах проводился ремонт моста. Предполагается строительство рядом выше по течению нового высокого разводного автомобильного моста. Позднее двухъярусный мост будет исполнять роль только железнодорожного.                                |

## Музеи

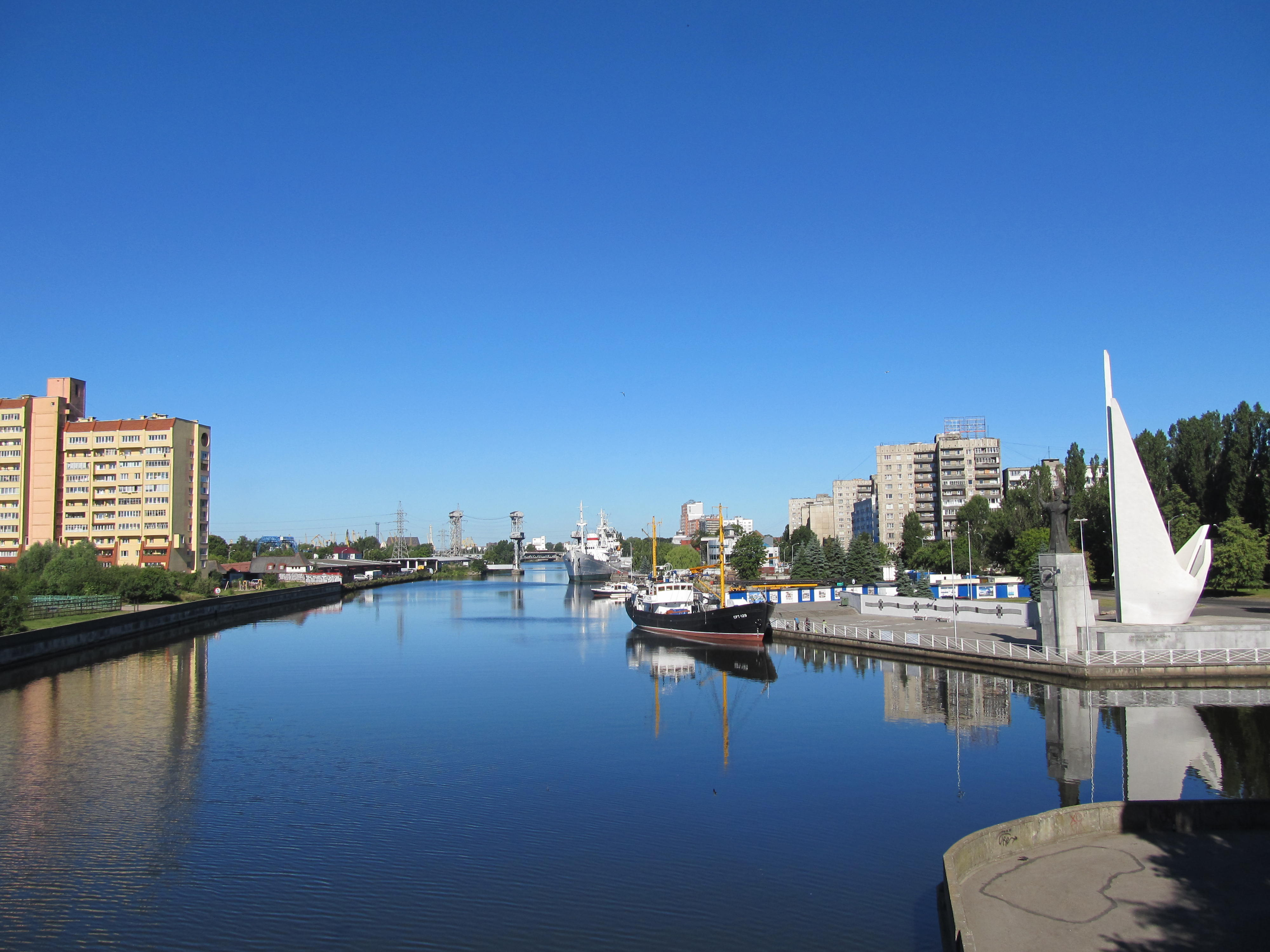
Музейные комплексы на плаву Музея Мирового океана в Калининграде.

На реке Преголя в центре Калининграда располагается экспозиция Музея Мирового океана. Это музейные суда СРТ-129, «Витязь», «Космонавт Виктор Пацаев», плавучий маяк «Ирбенский», подводная лодка Б-413, а так же здания музея, в которых представлены экспонаты мирового океана.